# Ottochloa
Ottochloa is een geslacht uit de grassenfamilie (Poaceae). De soorten komen voor in Afrika, Azië en Australazië.

## Soorten
Van het geslacht zijn de volgende soorten bekend: 
- Ottochloa gracillima
- Ottochloa grandiflora
- Ottochloa nodosa